# 할로렌 초콜릿 공장

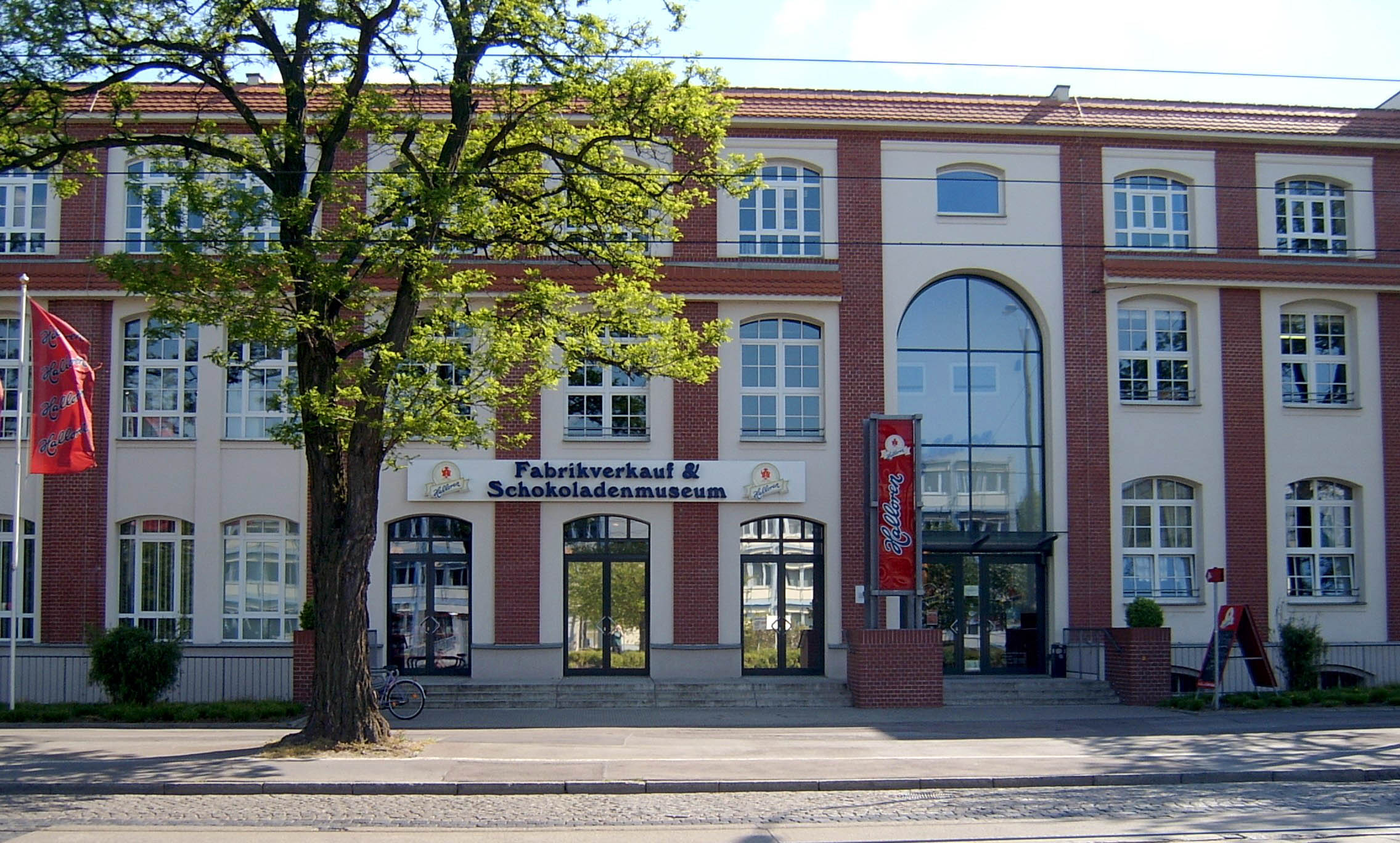
할로렌 초콜릿 공장

할로렌 초콜릿 공장(독일어: Halloren Schokoladenfabrik)는 독일 할레에 있는 초콜릿 공장 및 박물관이다.

## 같이 보기
- (독일어) 공식 웹사이트